# 찐똥
찐똥(베트남어: Trịnh Tông / 鄭棕 정종, 1763년 10월 10일(음력 9월 4일) ~ 1786년 7월 23일(음력 6월 28일)), 또는 《흠정월사통감강목(欽定越史通鑑綱目)》에 따르면 찐카이(베트남어: Trịnh Khải / 鄭楷 정해)는 대월 후 레 왕조의 정치인, 찐 주의 제12대 군주(재위: 1782년 ~ 1786년)이다. 봉호는 단남왕(베트남어: Đoan Nam Vương / 端南王)이다.

## 생애
까인흥 24년 9월 초사일(1763년 10월 10일), 찐섬의 첫째 아들로 태어났다. 모친은 공빈(恭嬪) 즈엉티응옥호안(楊氏玉歡)이다.
찐똥의 모친은 총애를 받지 못했고, 또한 찐똥 본인도 무(武)를 좋아하고 문(文)을 좋아하지 않았으므로 찐섬은 그를 매우 싫어하였다. 찐똥의 이복동생인 찐깐은 총명하고 영리하여 총애를 받았고, 조정에 있는 찐섬의 당우들도 찐깐의 모친 당티후에(鄧氏惠)에게 많이 붙게 되니 찐똥은 고립되었다.
찐똥은 찐깐이 향후 권력을 빼앗을까 두려워하였고, 1780년에 찐섬이 병을 얻은 틈을 타 정변을 일으킬 음모를 꾸몄으나 즉각 찐섬에게 발각되었다. 찐섬은 그를 폐위하여 계자(季子)로 만들고 유폐시켰으며, 찐깐을 세자로 세웠다.
까인흥 43년(1782년) 9월, 찐섬이 사망하였고, 권신 호앙딘바오는 찐깐으로 하여금 뒤를 잇게 하였다. 그해 11월, 삼부군(三府軍)이 찐똥과 결탁하여 반란을 일으켜 호앙딘바오를 죽인 뒤 찐똥을 상주(上主)의 자리로 옹립하였다. 황제 현종은 칙명으로 찐똥을 단남왕으로 봉하였다. 찐똥은 즉위한 뒤 즉시 이전에 찐섬에 의해 유폐된 레주이비의 자녀들을 석방하였고, 현종으로 하여금 레주이비의 첫째 아들 레주이끼를 황사손(皇嗣孫)으로 삼도록 하여 사람들의 칭찬을 받았다.
찐똥이 즉위하기 전, 삼부군은 교횡이 심하였고 거대한 세력을 가지고 있었다. 찐똥이 정권을 탈취하자 삼부군의 세력은 더욱 강해져 1784년에 반란을 일으켜 참종(參從) 응우옌칸(阮侃)과 즈엉쿠옹(楊匡)의 집을 파괴하였으며, 심지어는 주부(主府)의 문전에서 조정의 주요 인사를 살해하기도 했다. 응우옌칸은 산서(山西)로 달아나 찐똥이 수도를 나와 피난하는 것을 맞이하고자 했고, 연후에 각 진(鎭)의 제후들을 불러 삼부군을 토벌하려고 했다. 그러나 찐동은 주부에서 삼부군에게 포위되어 곤경에 처했고, 탈출할 방법이 없었다. 각 진의 제후들은 찐똥이 해를 입을까 두려워해 철군할 수 밖에 없었다. 이후 부이후이빅(裴輝璧)의 안무 하에 비로소 반란이 평정되었다.
까인흥 46년(1785년), 대원수총국정상사단왕(大元帥總國政上師端王)으로 진봉되었다.
까인흥 47년(1786년), 떠이선 왕조의 응우옌후에가 부려멸정(扶黎滅鄭)의 기치를 내걸고 부반념(武文任), 응우옌흐우찐(阮有整)을 거느리고 북하(北河)의 찐 주로 진공하였다. 찐씨 막하의 팜응오꺼우(范吳俅), 호앙딘테(黃廷體) 등 부(部)들이 대패하였고, 응우옌후에는 그 기세를 타고 탕롱을 공격해 들어갔다. 찐동은 상병(象兵) 백여 명을 거느리고 안화문(安華門)을 나가 산서(山西)로 도주하였다. 그러나 안랑(安朗)에 이르렀을 때 농민 응우옌짱(阮莊)에게 잡혀 떠이선 군에게 보내졌다. 찐똥은 이를 일종의 치욕으로 여겨 마침내 까인흥 47년 6월 28일(1786년 7월 23일)에 길에서 자살하였다. 향년 24세(만 22세)였다. 그의 시신이 탕롱으로 보내지자 응우옌후에는 시신을 어루만지며 통곡하였고, 그를 영웅이라고 일컬었으며 단남왕묘(端南王墓)에 예장하도록 하였다.
찐봉이 영왕(베트남어: Linh Vương / 靈王)의 존호를 올렸다.
| 전 임 찐깐 | 제12대 대월 후 레 왕조 찐 주의 군주 1782년 ~ 1786년 | 후 임 찐봉 |